# George Robert
George Paul Robert (* 16. September 1960 in Genf; † 14. März 2016) war ein Schweizer Jazzmusiker (Alt- und Sopransaxophon, Klarinette, Piano, Komposition) und Musikpädagoge. Als einer der ersten Schweizer Musiker, die sich in der nordamerikanischen Szene etablieren konnten, leitete er gemeinsam mit Tom Harrell ein Quintett, das nach Martin Kunzler zu den führenden Mainstream-Combos in der Phil-Woods-Nachfolge gezählt wurde.

## Leben und Wirken
Robert erhielt ab dem neunten Lebensjahr Klavierunterricht; ein Jahr später konzentrierte er sich auf die Klarinette, die er bis 1978 am Konservatorium Genf studierte. Daneben war er als Pianist tätig und begleitete durchreisende Solisten wie Clark Terry oder Harry Sweets Edison. In den Vereinigten Staaten absolvierte er ein Musikstudium am Berklee College of Music (1984) und dann bis 1987 an der Manhattan School of Music; er nahm zusätzlich Privatstunden bei Phil Woods. Bereits 1984 leitete er ein vielbeachtetes Quartett, mit dem er auf dem Montreux Jazz Festival und auf anderen Festivals gastierte. 1987 gründete er ein Quintett mit Tom Harrell, in dem Dado Moroni, Reggie Johnson und Bill Goodwin spielten und mit dem er bis 1994 international auftrat. Robert spielte daneben bei Lionel Hampton, der Lew Tabackin/Toshiko Akiyoshi-Bigband, Alan Dawson, Robin Eubanks, Benny Green, Fred Hersch, Sandro Schneebeli, Adrienne West oder Alain Guyonnet. Auch nahm er als Gastsolist mit dem Metropole Orkest auf. Mit Clark Terry gastierte er 2001 beim Berner Jazz Festival.
Von 1995 bis 2006 leitete er die Swiss Jazz School in Bern, von 2006 bis 2016 die Jazzabteilung der Musikhochschule Lausanne; er unterrichtete zudem an den Universitäten von Calgary und British Columbia und gab Kurse bei weiteren Institutionen, etwa den Workshops von Phil Nimmons und Bud Shank. Robert lebte in Vancouver und der Schweiz. Robert starb im März 2016 an den Folgen einer Leukämie-Erkrankung.

## Diskographische Hinweise
- Tribute (mit Dado Moroni, Oliver Gannon, Reggie Johnson, George Ursan, Jazz Focus, 1994)
- Remember the Time (mit Ray Brown und Jeff Hamilton, 1994)
- George Robert & Tom Harrell Quintet Cape Verde (1995)
- Bobby Shew-George Robert Quintet Live In Switzerland (1998)
- Inspiration (2000)
- George Robert & Phil Woods Soul Eyes (mit Kenny Barron, Alvin Queen und Rufus Reid, 2000)
- George Robert & Kenny Barron: Coming Home (2014)

## Lexigraphische Einträge
- Martin Kunzler: Jazz-Lexikon. Band 2: M–Z (= rororo-Sachbuch. Bd. 16513). 2. Auflage. Rowohlt, Reinbek bei Hamburg 2004, ISBN 3-499-16513-9.
- Bruno Spoerri (Hrsg.):  Biografisches Lexikon des Schweizer Jazz CD-Beilage zu: Bruno Spoerri (Hrsg.): Jazz in der Schweiz. Geschichte und Geschichten. Chronos-Verlag, Zürich 2005, ISBN 3-0340-0739-6.